# Красненський (Адигея)
Красненський (рос. Красненский) — хутір Теучезького району Адигеї Росії. Входить до складу Пчегатлукайського сільського поселення.
Населення — 391 особа (2015 рік).